# Alexander Wetmore
Frank Alexander Wetmore (18 de junio de 1886-7 de diciembre de 1978) fue un ornitólogo y paleontólogo estadounidense. Nació en North Freedom, Wisconsin, y estudió primero en la Universidad de Kansas, y posteriormente en la Universidad George Washington.
En 1925 fue nombrado secretario adjunto del Smithsonian Institution, siendo secretario entre 1945 y 1952. Escribió A Systematic Classification for the Birds of the World (1930, revisado en 1951 y 1960). Esta ordenación fue ampliamente aceptada, permaneciendo en uso hasta la actualidad.

## Algunas publicacions
- "The Book of Birds" (1932)
- "A check-list of the fossil birds of North America" (1940), Washington
- "A Checklist of the Fossil and Prehistoric Birds of North America and the West Indies" 1940, 1956
- "Song and Garden Birds of North America" 1964
- "Water Prey and Game Birds of North America" 1965
- "The Birds of Panama" 4 vols. 1968

## Literatura
- Bo Beolens, Michael Watkins. 2003. Whose Bird? Common Bird Names and the People They Commemorate. Yale Univ. Press. New Haven & Londres

- Allen G. Debus (dir.) (1968). World Who’s Who in Science. A Biographical Dictionary of Notable Scientists from Antiquity to the Present. Marquis-Who’s Who. Chicago

## Abreviatura (zoología)
La abreviatura Wetmore  se emplea para indicar a Alexander Wetmore como autoridad en la descripción y taxonomía en zoología.